# 萊昂鎮區 (堪薩斯州切羅基縣)
萊昂鎮區（英語：Lyon Township）為美國堪薩斯州切羅基縣的鎮區。2010年美国人口普查中該鎮區人口有562人。

## 地理
萊昂鎮區涵蓋面積129.94平方（50.17平方英里），境內擁有一座鬼鎮：特里斯。

### 墓園
根據美國地質調查局的資料，此鎮區擁有4座墓園：
- 格林朗墓園（Greenlawn Cemetery）
- 約翰遜家族墓園（Johnson Family Cemetery）
- 莫爾墓園（Moore Cemetery）
- 芒德墓園（Mound Cemetery）

## 人口統計
根據2010年美國人口普查，萊昂鎮區人口有562人，住房243戶，人口密度為4.33人/每平方公里。此鎮區居民之種族有88.26%為白人；0%為非裔美洲人；6.94%為美洲原住民；0.71%為亞洲人；0%為太平洋島民；0.18%為其他種族；另外有3.91%為混血種族。而西班牙裔或拉丁裔美洲人佔此鎮區人口的1.96%。

## 外部連結
- City-Data.com （页面存档备份，存于）